# Paasaanslagen in Nigeria in 2012
Op 8 april 2012 vonden enkele aanslagen plaats op kerken in Nigeria tijdens Paasvieringen. Hierbij kwamen ten minste 38 personen om het leven. De verantwoordelijkheid werd niet opgeëist, toch wezen veel Nigerianen naar terreurorganisatie Boko Haram. Het was een van de vele aanslagen in het shariaconflict in Nigeria.
De meeste doden vielen bij een aanslag op een kerk in Kaduna. Hier werd na afloop van een Paasviering een zware autobom tot ontploffing gebracht. Twee kerken werden zwaar beschadigd.